# Caridina amnicolizambezi
Caridina amnicolizambezi е вид десетоного от семейство Atyidae.

## Разпространение и местообитание
Видът е разпространен в Ангола.
Обитава сладководни басейни и реки.